# Su Lisa
Su Lisa (en chino simplificado, 苏姿丰) es una ingeniera eléctrica y ejecutiva comercial estadounidense, nacida en Taiwán. Es la actual directora ejecutiva y presidenta de Advanced Micro Devices (AMD). Al principio de su carrera, trabajó en Texas Instruments, IBM y Freescale Semiconductor en puestos de ingeniería y administración. Es conocida por su trabajo en el desarrollo de tecnologías de fabricación de semiconductores de silicio sobre aislante y chips semiconductores más eficientes, durante su tiempo como vicepresidenta del Centro de Investigación y Desarrollo de Semiconductores de IBM.
Su fue nombrada presidenta y directora ejecutiva de AMD en octubre de 2014, después de unirse a la empresa en 2012 y desempeñar funciones como vicepresidenta senior de las unidades comerciales globales de AMD y directora de operaciones.  Actualmente es miembro de las juntas directivas de Analog Devices,  Global Semiconductor Alliance y la U.S. Semiconductor Industry Association y es miembro del Instituto de Ingenieros Eléctricos y Electrónicos (IEEE). 
Reconocida con varios premios, fue nombrada Ejecutiva del Año por EE Times en 2014 y fue considerada como una de las más grandes líderes del mundo en 2017 por la revista Fortune, al tiempo que Bloomberg la incluyó en su lista de las cincuenta personas que definieron ese año. En el año 2020 la Dra. Su fue nombrada miembro de la Academia Estadounidense de Artes y Ciencias. Actualmente (2020) Lisa Su es integrante de la junta directiva de Cisco, de la Asociación estadounidense de la Industria de los Semiconductores y presidenta de la junta directiva de la Global Semiconductor Alliance.

## Biografía
Lisa Tzwu-Fang Su nació en Tainan, Taiwán. Nació en una familia de habla taiwanesa Hokkien. Emigró a los Estados Unidos a la edad de 3 años con sus padres Su Chun-hwai (蘇春槐) y Sandy Lo (羅淑雅). Tanto ella como su hermano fueron alentados a estudiar matemáticas y ciencias cuando eran niños. Cuando tenía siete años, su padre, un estadístico jubilado, comenzó a hacerle preguntas sobre las tablas de multiplicar. Su madre, una contadora que luego se convirtió en empresaria, la introdujo en los conceptos comerciales. A una edad temprana, Su aspiraba a ser ingeniera y explicó que "simplemente tenía una gran curiosidad sobre cómo funcionaban las cosas". Cuando tenía 10 años, comenzó a desarmar y luego arreglar los autos de control remoto de su hermano, y tuvo su primera computadora en la escuela secundaria, una Apple II. Asistió a la Bronx High School of Science en la ciudad de Nueva York y se graduó en 1986.